# 31729 Scharmen
31729 Scharmen este o planetă minoră (asteroid), cu un diametru de 8,288 km, din centura de asteroizi. A fost descoperită pe 12 mai 1999 la Experimental Test Site⁠(d) de Lincoln Near-Earth Asteroid Research. 
Obiectul prezintă o orbită caracterizată de o semiaxă mare de 2,8025935 UAi, o excentricitate de 0,11, o înclinație de 8,39684 ° în raport cu ecliptica.